# 居巢区
居巢区是中國安徽省的一个已撤销的市辖区，原为地级巢湖市的市辖区及市政府所在地。面积2063平方公里，2004年末总人口85.9万。邮政编码238000。区人民政府驻东风路。

## 历史
居巢区历史悠久，有文字记载的有三千多年。
商朝地属南疆，故称南巢。周朝时为巢（伯）国地，春秋时为楚属国。秦统一后置郡县，今巢湖以南为居巢县。唐朝武德七年（公元624年），合开城、扶阳两县为巢县（巢县一名此始），隶属庐州。北宋太平兴国三年（公元978年）巢县属无为军。南宋景定三年（公元1262年）升巢县为镇巢军，至元二十八年（公元1291年）置巢州为县，巢县县名至改置巢湖市前一直未变。民国元年属安徽省。民国28年由属第三专区改第五专区。
1949年4月属巢湖专区，1952年属芜湖专区，1958年属合肥市。1961年4月复属芜湖专区，1965年复设巢湖专区，巢县隶属之。1971年8月巢湖专区改称巢湖地区，巢县隶属不变。1982年11月，以巢县的部分地区设县级巢湖市，属巢湖地区。1983年10月，巢县撤销并入巢湖市。1999年7月9日，中国国务院正式批准撤销巢湖地区，设立地级巢湖市，撤销县级巢湖市，设立居巢区。1999年12月6日巢湖市居巢区举行揭牌仪式。2011年7月地级巢湖市撤销，居巢区改为县级巢湖市，地级巢湖市的其它县被划归周边城市。

## 行政区划
下辖6个街道办事处，11个镇，1乡。
- 街道办事处：卧牛山街道、亚父街道、天河街道、半汤街道、凤凰山街道、中庙街道。
- 镇：柘皋镇、烔炀镇、黄麓镇、槐林镇、中垾镇、散兵镇、苏湾镇、夏阁镇、坝镇镇、银屏镇、栏杆集镇。
- 乡：庙岗乡。

## 旅游
居巢人杰地灵，旅游资源丰富，是安徽省重点旅游开放、开发区和著名的风景疗养区。是古代楚汉相争时期政治家范增的出生地，近代冯玉祥、张治中、李克农三将军的故里。巢湖烟波浩淼，景色秀丽；姥山岛九峰起伏，宛如蓬境；银屏山仙人洞幽深宜人，悬崖上的千年牡丹独特奇异，每年谷雨时节含芳怒放；半汤温泉是安徽休闲疗养的主要区域，富含30多种活性元素；北郊的王乔洞，是江淮大地上唯一的一座摩崖石窟；紫薇洞长达千米，被誉为江淮第一自然溶洞。